# Jan Mazurek
Jan Franciszek Mazurek (ur. 10 października 1928 w Garwolinie, zm. 12 kwietnia 1990) – polski rolnik, ekonomista, poseł na Sejm PRL IV kadencji.

## Życiorys
Syn Franciszka i Marii z domu Rękawko. Uzyskał wykształcenie wyższe, z zawodu rolnik ekonomista. Pracował jako zastępca dyrektora w Rolniczym Zakładzie Doświadczalnym w Szepietowie, następnie w latach 1966–1970 był jego dyrektorem. W 1965 uzyskał mandat posła na Sejm PRL z okręgu Łomża, będąc członkiem Zjednoczonego Stronnictwa Ludowego. W trakcie kadencji zasiadał w Komisji Rolnictwa i Przemysłu Spożywczego. Srebrnym Odznaczony Krzyżem Zasługi.